# تامورخو
تامورخو (به اسپانیایی: Tamurejo) یک شهرستان در اسپانیا است که در استان باداخس واقع شده‌است.